# Кохав нолад
Коха́в нола́д (івр. כוכב נולד, «Зірка народилась») — ізраїльський телеконкурс—реаліті-шоу молодих виконавців популярної музики, аналог міжнародного формату «Фабрика зірок», що знімається на другому ізраїльському телеканалі (Телекомпанія «Кешет»).
Перша програма вийшла в 2003 році, тоді перше місце посіла Нінет Таеб, на другому була Ширі Маймон, що представила Ізраїль на конкурсі пісні Євробачення в Києві в 2005 році і посіла 4-е місце.
Ведучий конкурсу — ізраїльський шоумен Цвіка Адар. В журі входять співачка Маргаліт Цанані, журналіст з питань культури Ґаль Уховськи, режисер Цеді Царфаті і відомий співак і композитор Цвіка Пік, що є автором величезного числа пісень, що стали міжнародними хітами, в т.ч. і композицій, причому не тільки для ізраїльських виконавців для Євробачення (серед інших  пісня «Діва», що перемогла на Євробаченні 1998).

## Деякі учасники
- Переможець 5-го сезону «Кохав Нолад 5» (2007) Боаз Мауда представляв Ізраїль на Євробаченні 2008 в Белграді, посівши там тільки 9-е місце.
- У 2008 році в 6-му сезоні телеконкурсу переміг 19-тирічний Ісраель Бар-Он, що виконував у фіналі власну пісню.
- Фіналіст Кохав Нолад Арель Скаат представив Ізраїль на конкурсі Євробачення 2010.